# Lago Louise (Canada)
Il Lago Louise (chiamato Ho-run-num-nay, cioè "lago dei piccoli pesci" dalle prime nazioni Stoney-Nakoda) è un lago glaciale all'interno del parco nazionale Banff, nell'Alberta, in Canada. Situato a circa 11 km dal confine con la Columbia Britannica, il lago Louise si trova a 5 km ad ovest del villaggio di Lake Louise e dalla Trans-Canada Highway (Highway 1).
Il lago Louise fu noto e frequentato dai popoli indigeni prima dell'arrivo delle pattuglie di esplorazione della Canadian Pacific Railway negli anni 1880. Thomas Edmonds Wilson fu il primo non indigeno a visitare il lago, dopo esservi stato condotto da una guida Stoney Nakoda, Edwin Hunter, nel 1882. Wilson lo chiamò "lago Smeraldo" e lo promosse come opportunità di sviluppo, ed il lago fu ribattezzato in seguito con il nome di Louise.
Il lago prende il nome da Luisa di Sassonia-Coburgo-Gotha (1848-1939), quarta figlia della regina Vittoria e moglie di John Campbell, Governatore Generale del Canada dal 1878 al 1883.
Il colore turchese delle acque proviene dalle particelle di roccia drenate nel lago dallo scioglimento dei ghiacciai che sovrastano il lago; il lago ha una superficie di 0,8 km² e, tramite il Louise Creek, lungo 3 km, svuota le sue acque nel fiume Bow.
Lo Chateau Lake Louise, della Fairmont Hotels and Resorts, è uno dei grand hotel ferroviari del Canada, ed è situato sulla costa orientale del lago Louise. Si tratta di un resort di lusso costruito nei primi decenni del XX secolo dalla Canadian Pacific Railway.
Il lago Moraine ed il lago Agnes sono accessibili dal lago Louise.

## Attività
Intorno al lago vi sono diversi sentieri escursionistici, che conducono a Saddleback Pass, al monte Fairview (2 744 m), al lago Mirror, lago Agnes, Big Beehive, Little Beehive, Devils Thumb, monte Whyte e monte Niblock. Alcuni di questi sentieri sono aperti al mountain biking ed alle passeggiate a cavallo, e le montagne circostanti si prestano all'arrampicata. Kayak e canoa sono attività popolari in estate, e sulla costa nord-orientale del lago vi sono strutture che offrono il noleggio.
Il vicino Lake Louise Ski Resort è punto di partenza per lo sci alpino, eliscì e snowboarding; in inverno il lago viene utilizzato anche per la pesca nel ghiaccio e pattinaggio su ghiaccio, mentre l'area circostante offre itinerari in motoslitta, gite in slitte trainate da cani, con racchette da neve e arrampicata su ghiaccio.